# Massimo Giustetti
 Massimo Giustetti (né le 28 février 1926 à Riva de Pinerolo au Piémont et mort le 4 décembre 2012 à Biella) est un prélat  catholique italien.

## Biographie
Massimo Giustetti est  ordonné prêtre en 1950. En 1972, il est nommé administrateur apostolique  de Pinerolo et évêque titulaire de Celene (de). En 1974 il devient évêque de Pinerolo. Mgr Giustetti est transféré à Mondovi en 1975 et à Biella en 1986. Il prend sa retraite en 2001 et se retire à Muzzano.
Frappé d'une hémorragie cérébrale à son domicile de Muzzano, Mgr Giustetti meurt le 4 décembre 2012 à l'hôpital degli infermi de Biella.